# Flagellipinna
 (juillet 2025).
Flagellipinna rhomboides
Genre
Espèce
Flagellipinna est un genre fossile de poissons osseux de la famille des Pycnodontidae. Ce genre n'est représenté que par son espèce type, Flagellipinna rhomboides, qui a vécu au Crétacé supérieur (Cénomanien, il y a environ 95 millions d'années) et dont les restes fossiles ont été découverts au Liban.

## Description
Comme la plupart des Pycnodontidae, le corps de ce poisson était très haut et aplati latéralement. Selon les fossiles étudiées, la taille moyenne de cette espèce était de 83,3 mm, queue non comprise. Ce poisson présentait plusieurs caractéristiques qui le distinguaient des autres Pycnodontidae comme son corps en forme de losange et sa nageoire dorsale en forme de fouet. Ses écailles postcloacales étaient munies d'épines orientées vers l'avant, et son profil antérieur était aigu, avec une dépression concave, lui donnant un aspect bossu. Son museau prognathe était muni de dents molariformes.

## Paléoécologie
Certains fossiles plus petits sont attribués à des juvéniles ; les différences morphologiques entre juvéniles et adultes indiquent un changement de niche écologique au cours de l'ontogénèse : d'un régime alimentaire généraliste dans un environnement récifal complexe, l'animal est passé à une vie en eaux plus profondes, se nourrissant dans les crevasses le long des marges récifales.

## Classification
Flagellipinna fait partie des Pycnodontidae, une famille hautement dérivée de pycnodontiformes, comprenant de nombreuses formes ayant vécu entre le Crétacé et le Paléogène. Flagellipinna a été décrit pour la première fois en 2019, à partir de restes fossiles parfaitement préservés découverts sur le site de Haqel, au Liban.
Le nom valide complet (avec auteur) de ce taxon est Flagellipinna Cawley (d) & Kriwet (d), 2019,.

### Étymologie
Le nom générique, Flagellipinna, est la combinaison des termes latins flagellum, « fouet », et pinna, « nageoire », et fait référence à la forme en fouet de la nageoire dorsale.
L'épithète spécifique, du latin rhomboides, « en forme de losagne », fait référence à la forme en diamant de cette espèce.

### Publication originale
- (en) John Joseph Cawley et Jürgen Kriwet, « A new genus and species of pycnodontid fish Flagellipinna rhomboides, gen. et sp. nov. (Neopterygii, Pycnodontiformes), from the Upper Cretaceous (Cenomanian) of Lebanon, with notes on juvenile form and ecology », Journal of Vertebrate Paleontology, SVP et Taylor & Francis, vol. 39, no 2,‎ 10 juin 2019, e1614012 (ISSN 0272-4634 et 1937-2809, OCLC 238100068, PMID 31709027, PMCID 6817322, DOI 10.1080/02724634.2019.1614012, lire en ligne).